# 구빈원

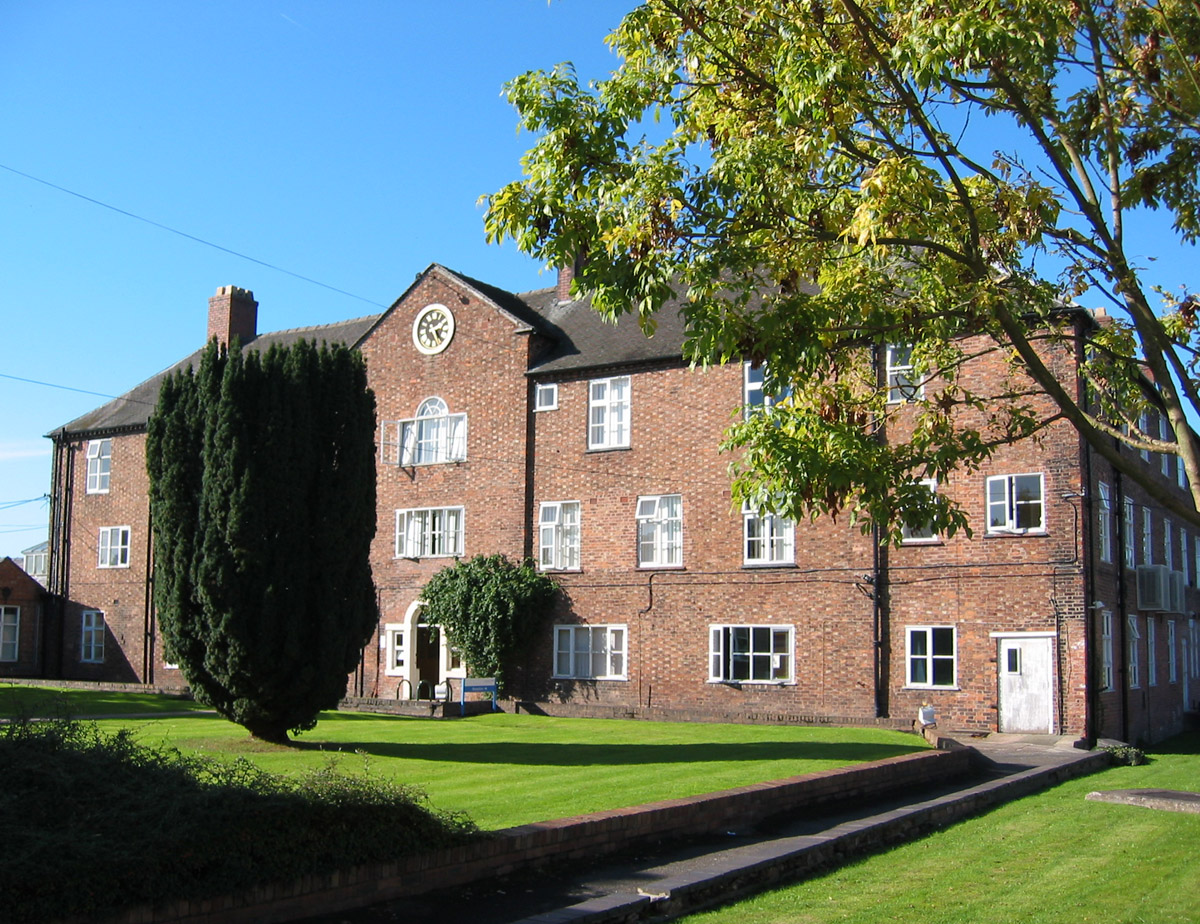
1780년 지어진 낸트위치의 구빈원.

구빈원(救貧院, workhouse)은 스스로를 부양할 수 없는 자들에게 거처와 일자리를 마련하는, 영국과 아일랜드에 있었던 시설이다. 영국 스코틀랜드에서는 poorhouse라 알려져 있다. "구빈원"이라는 표현이 최초로 사용된 것은 1631년이다. 이는 1631년에 애빙던 시장이 보고한 기록에서 발견되었는데 그는 '우리 자치구 내에 가난한 사람들을 일을 시키기 위한 구빈원을 세웠다'고 보고했다.

## 같이 보기
- 케임브리지 법령